# Мехмуд, Тарик
Тарик Мехмуд (англ. Tariq Mehmood; 8 октября 1938, Мултан, Британская Индия — 29 мая 1989, Гуджранвала, Пенджаб) — бывший бригадный генерал сухопутных войск Пакистана, командовал  Группой специального назначения.

## Биография
Тарик Мехмуд родился 8 октября 1938 года в Мултане. Его отец был профессором государственного колледжа в Равалпинди. В 1956 году окончил Гордон Колледж в Равалпинди, а затем в 1959 году окончил государственный колледж в Лахоре. Состоял в команде колледжа по крикету. После окончания колледжа поступил в Пешаварский университет, но бросил его ради возможности стать военнослужащим, выбрав для дальнейшего обучения в 1960 году Военную академию Пакистана. Он окончил академию в 1963 году, получив степень бакалавра наук в военной науке и военных исследованиях. В 1969 году прошёл обучение в Кветтаском командно-штабном колледже.
В 1963 году Тарик Мехмуд был приписан ко второму батальону Белуджского полка. В том же году попал в состав 51-й десантной дивизии,затем прошёл отбор в Группу специального назначения. После окончания курса молодого бойца в спецназе продолжил службу в первом батальоне коммандос. В 1965 году в составе Группы специального назначения проходил подготовку для Операции «Гибралтар» и ему предложили уехать в Соединённые Штаты Америки для прохождения тренировки в Силах специального назначения Армии США, но он отказался от этой возможности и продолжил подготовку к боевым действиям с Индией. За свою храбрость в боях был награжден Sitara-e-Jurat во время Второй индо-пакистанской войны. В 1970 году получил звание майора и переехал на место службы в Пешавар, где работал комендантом в парашютной школе.
В 1971 году Мехмуд прибыл в Восточный Пакистан, где принял участие в Войне за независимость Бангладеш. Мехмуд Тарик командовал 1-м батальоном коммандос в битве за международный аэропорт Хазрат-Шахджалал против Мукти-бахини. Аэропорт был сильно укреплен и являлся бесполетной зоной. Спустя 34 часа Тарик Мехмуд со своим подразделением установил контроль над аэропортом и его окрестностями. Обе стороны потерпели большие потери и аэропорт был почти уничтожен в битве. В 1979 году его повысили до звания полковника после того, как он командовал подразделением пакистанских спецназовцев при освобождении заложников в Мекке. 
В 1982 году стал бригадным генералом и продолжил командовать Группой специального назначения. В 1984 году Тарик Мехмуд командовал специальными подразделениями во время Сиаченского конфликт с Индией. Спецназ Пакистана провёл агрессивную и быструю операцию против индийской армии и добился ограниченных успехов в 1984 году. В течение 1980-х годов Группа специального назначения и Межведомственная разведка тесно сотрудничали с Центром специальных операций ЦРУ, для осуществления секретной операции «Циклон». Тарик Мехмуд был одним из командиров афганских моджахедов во время боя у высоты 3234. 5 сентября 1986 года произошёл угон самолёта Boeing 747 в Карачи и Тарик Мехмуд возглавил операцию по спасению заложников. В ходе успешных действий спецназовцев большинство заложников были спасены, а террористы захвачены. В 1987-88 годах Мехмуд руководил операциями против организованных преступных групп в провинции Синд.
29 мая 1989 года Тарик Мехмуд участвовал в военном параде и показательных выступлениях пакистанской армии недалеко от Гуджранвалы. Он прыгнул с вертолета МИ-17, однако его основной парашют не раскрылся. Тогда Мехмуд попытался перерезать ножом стропы и открыть резервный парашют. По какой-то причине он перерезал не только стропы основного парашюта, но и резервного, поэтому погиб в результате падения с большой высоты.